# Association mondiale de la route
 (décembre 2016).
PIARC (Association mondiale de la Route) a été constitué le 27 avril 1909, sous la forme d'une association à but non lucratif, selon la loi de 1901, à la suite du 1er Congrès international de la route qui s'est tenu à Paris en 1908, sur l'initiative du gouvernement français.

## Historique
En 1907, les gouvernements français et belge ont pris la décision de tenir un Congrès mondial de la route à Paris, en réponse au développement de l’automobile et la présentation de cette dernière lors de l’Exposition universelle internationale de 1900. À la suite de ce premier Congrès de la route, tenu en 1908 et assisté par près de 2000 participants de 28 pays différents, l'Association internationale permanente des Congrès de la Route (AIPCR) voit le jour afin d'organiser de façon régulière ce type de réunions internationales.
Le sigle « AIPCR » (ou « PIARC » dans les pays anglophones, acronyme de « Permanent International Association of Road Congresses ») restait néanmoins largement utilisés, jusqu'en 2019 quand l'association a décidé d'officiellement adopter le nom PIARC.
En 1970, l'AIPCR a été admise au statut consultatif du Conseil économique et social de l'ONU.

## Objectifs
L'objectif de PIARC est de devenir « la première source du monde pour l'échange des connaissances sur la route, le transport routier et leurs pratiques dans le contexte d'un transport durable et intégré ».

## Organisation et actions
Des Comités techniques PIARC, rassemblant des experts de nombreux domaines, notamment la sécurité et la conception routière, l'exploitation et l'entretien des réseaux, la finance et la gouvernance, sont chargés d'établir des documents de synthèse et des recommandations dans leur domaine respectif, afin d'aider à la fois les décideurs, les ingénieurs d'études et de travaux et les techniciens.
L'Association mondiale de la route organise un congrès mondial de la route tous les quatre ans ; le premier s'est tenu à Paris en 1908. Les deux derniers Congrès mondiaux se sont tenus à Séoul (2 au 6 novembre 2015) et à Abu Dhabi (6-10 octobre 2019). Le suivant se déroulera à Prague en 2023.
En complément des congrès mondiaux de la route, l'Association mondiale de la Route organise depuis 1969, tous les quatre ans également, un congrès international consacré aux questions de viabilité hivernale. Le prochain aurait dû avoir lieu à Calgary en 2022 mais début 2021 il a été décidé qu'il sera tenu virtuellement à cause des restrictions liés à la pandémie de la Covid-19.
Près de 250 rapports techniques rédigés par les experts des différents comités techniques ont été publiés par PIARC en français, en anglais et en espagnol.